# Mégalithe de Counezeil
Le mégalithe de Counezeil, appelé aussi menhir de Paza, est situé à Rouffiac-des-Corbières dans le département de l'Aude.

## Description
Le mégalithe a été découvert en 1924 par les époux Landriq et étudié par Georges-Édouard Pous dans les années 1960. C'est une dalle de grès de forme presque rectangulaire (1,62 m de hauteur pour 1,72 m de largeur et 0,25 m d'épaisseur) avec des angles supérieurs arrondis. Elle se dresse sur un tertre artificiel d'environ 10 m de circonférence. La nature du mégalithe est incertaine : des dalles (0,80 m de hauteur environ) disposées en cercle à la base du monument ont conduit certains à le qualifier de cromlech tandis que d'autres considèrent qu'il s'agirait de l'unique dalle restante d'un ancien dolmen.